# Bufo olivaceus
Bufo olivaceus és una espècie d'amfibi que viu al Pakistan, Iran i, possiblement també, a l'Afganistan.